# Rubia transcaucasica
Rubia transcaucasica là một loài thực vật có hoa trong họ Thiến thảo. Loài này được Grossh. miêu tả khoa học đầu tiên năm 1929.